# Gloria Mundi
Gloria Mundi è un film del 2019 diretto da Robert Guédiguian.

## Trama
A Marsiglia, una famiglia povera a cui è appena nata una figlia, Gloria, viene raggiunta dal nonno di lei, un ex-carcerato.

## Distribuzione
Il film è stato presentato in anteprima il 5 settembre 2019 in concorso alla 76ª Mostra internazionale d'arte cinematografica di Venezia.
Distribuito nelle sale cinematografiche francesi dal 27 novembre 2019 da Diaphana Distribution, in Italia da Parthénos Distribuzione nell'autunno del 2019.

## Accoglienza
Paola Zanuttini sul venerdì della Repubblica, dedicando al film un servizio da Venezia dove Guédiguian viene intervistato in occasione della Coppa Volpi, introduce Gloria mundi come un film politico in sintonia con lo stile abituale del regista che a sua volta così stigmatizza il neocapitalismo: «Ovunque regni ha schiacciato le relazioni fraterne, amichevoli e solidali, e non ha lasciato altro legame se non il freddo interesse e il denaro, annegando tutti i nostri sogni nelle gelide acque del calcolo egoistico».

## Riconoscimenti
- 2019 - Mostra internazionale d'arte cinematografica[5]
  - Coppa Volpi per la migliore interpretazione femminile a Ariane Ascaride
  - In competizione per il Leone d'oro al miglior film